# Institut international de sociologie du droit
L’institut international de sociologie du droit (IISL, pour International Institute for the Sociology of Law) est le seul organisme international ayant pour objet la sociologie du droit et, plus généralement, les questions touchant au droit et à la société. Il est situé à Oñati, au Pays basque espagnol.

## Histoire
L’IISL est une création conjointe du Comité de recherche de sociologie du droit (Association internationale de sociologie) et du gouvernement de la région autonome basque, en Espagne. Créé en 1989, il est situé dans l’Antigua Universidad del Pais Vasco (l’ancienne université du Pays basque) à Oñati.
Le fondateur et premier directeur, André-Jean Arnaud, a fait placer sur les murs du bâtiment renaissance qui abrite l’institut des plaques de bronze qui rappellent les fondateurs de la sociologie du droit moderne : Montesquieu, Henry James Summer Maine, Francisco Giner de los Ríos, Henri Lévy-Bruhl, Achille Loria, Leon Petrażycki, Émile Durkheim, Max Weber, Eugen Ehrlich, Karl Renner, Karl N. Llewellyn, Theodor Geiger, Georges Gurvitch et Nicholas A. Timasheff.
L’IISL a quatre langues officielles, l’anglais, le français, l’espagnol et le basque. Il abrite une magnifique bibliothèque et un centre de documentation qui couvrent la littérature socio-juridique dans de nombreuses langues. L’institut organise des colloques et un programme d’enseignement, le master international de sociologie du droit. Des ouvrages issus des colloques sont régulièrement publiés dans différentes collections, en anglais et en espagnol.